# Isabelle Faust
Isabelle Faust (Esslingen am Neckar, 19 marzo 1972) è una violinista tedesca.

## Biografia
Isabelle Faust già nel 1987, a quindici anni, vince al Leopold Mozart Competition, e da qui ha inizio la sua carriera da solista. Inizialmente ha come insegnante Christoph Poppen, ma quando vince il concorso Paganini nel 1993 si trasferisce in Francia, dove sviluppa il repertorio francese soprattutto con la musica di Fauré e Debussy. Inizia ad affacciarsi sul panorama internazionale con la sua prima registrazione delle Sonate di Bartók, Szymanowski e Janáček, alle quali ne seguono altre per anni. È un'appassionata divulgatrice della musica di György Ligeti, Morton Feldman, Luigi Nono e Giacinto Scelsi. L'edizione integrale delle Sonate di Beethoven del 2009 ha ricevuto numerosi riconoscimenti a livello internazionale.
Il violino di Isabelle Faust è lo Stradivari Bella Addormentata del 1704.